# Rotbauch-Springaffe

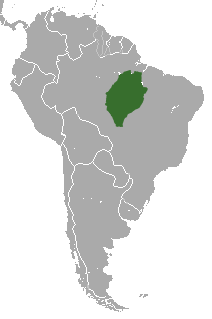
Verbreitungsgebiet im östlichen Amazonasbecken

Der Rotbauch-Springaffe (Plecturocebus moloch, Syn.: Callicebus moloch) ist eine Primatenart aus der Unterfamilie der Springaffen innerhalb der Familie der Sakiaffen (Pitheciidae).

## Merkmale
Rotbauch-Springaffen sind wie alle Springaffen relativ kleine Primaten mit dichtem Fell. Die durchschnittliche Kopfrumpflänge beträgt 33 Zentimeter, das Gewicht variiert zwischen 700 und 1200 Gramm, wobei Männchen etwas schwerer sind als Weibchen. Das Fell ist an der Oberseite des Kopfes, am Rücken, an den Flanken und an der Außenseite der Gliedmaßen grau, der Bauch und die Innenseite kontrastieren stark mit einer rötlich-orange Färbung. Der Schwanz ist länger als der Körper und buschig, er kann nicht als Greifschwanz verwendet werden. Er ist grau gefärbt, wird aber in den hinteren Hälfte weiß. Der Kopf ist rundlich und klein, an den Backen und an der Kehle befindet sich eine auffällige, bartähnliche orange Behaarung.

## Verbreitung und Lebensraum
Rotbauch-Springaffen zählen zu den am weitesten verbreiteten Springaffen, sie leben im östlichen Amazonasbecken in Brasilien in den Bundesstaaten Pará und Mato Grosso. Ihr Verbreitungsgebiet wird im Norden vom Amazonas, im Westen vom Rio Tapajós und im Osten vom Rio Tocantins begrenzt. Mitten im Verbreitungsgebiet des Rotbauch-Springaffe liegt der Lebensraum des Vieira-Springaffen (Plecturocebus vieirai). Ob beide Arten zusammen vorkommen oder ob dort eine Lücken im Verbreitungsgebiet des Rotbauch-Springaffen besteht ist bisher unbekannt, ebenso die genauen Grenzen des Verbreitungsgebietes zwischen den beiden Flüssen. Der Lebensraum des Rotbauch-Springaffen besteht aus Wälder, häufig in Flussnähe.

## Lebensweise und Ernährung
Rotbauch-Springaffen sind tagaktiv und halten sich meist in den Bäumen auf. Im Geäst bewegen sie sich auf allen vieren fort, manchmal springen sie auch. Sie leben in Familiengruppen, die aus einem Männchen, einem Weibchen und dem gemeinsamen Nachwuchs bestehen. Die Partner sind monogam, sie bleiben oft ein Leben lang zusammen. Die Gruppen bewohnen feste Reviere. Mit morgendlichen Duettgesängen beider Partner werden gruppenfremde Artgenossen auf das eigene Revier hingewiesen, notfalls wird es auch aggressiv verteidigt.
Diese Tiere ernähren sich vorwiegend von Früchten. In geringem Ausmaß nehmen sie auch Blätter, Schösslinge und andere Pflanzenteile sowie Insekten zu sich.

## Fortpflanzung
Nach einer rund 160-tägigen Tragzeit bringt das Weibchen ein einzelnes Jungtier zur Welt. Nach wenigen Tagen übernimmt der Vater die Hauptverantwortung für das Junge, er trägt es herum und überlässt es der Mutter nur zum Säugen. Nach rund fünf Monaten wird es entwöhnt, bleibt aber danach noch in der Geburtsgruppe, bevor es diese verlässt.

## Gefährdung
In Teilen in ihres Verbreitungsgebietes leiden Rotbauch-Springaffen an der Zerstörung ihres Lebensraums durch Waldrodungen und Bergbau. Insgesamt ist die Art aber laut IUCN nicht gefährdet (least concern).

## Systematik
Der Rotbauch-Springaffe ist eine von rund 30 Arten der Unterfamilie der Springaffen (Callicebinae). Er ist Namensgeber der moloch-Artengruppe, dabei handelt es sich um mittelgroße, meist grau gefärbte Tiere, die im östlichen Amazonasbecken leben. Zu dieser Gruppe gehören u. a. noch der Baptistasee-Springaffe, der Prinz-Bernhard-Springaffe, der Braune Springaffe, der Dunkelgraue Springaffe und der Hoffmanns-Springaffe.

## Belege
1. 1 2  Stephen F. Ferrari, Liza M. Veiga†, Liliam P. Pinto, Laura K. Marsh, Russell A. Mittermeier & Anthony B. Rylands: Family Pitheciidae (Titis, Sakis and Uacaris) in Russell A. Mittermeier, Anthony B. Rylands & Don E. Wilson: Handbook of the Mammals of the World: - Volume 3. Primates. Lynx Editions, 2013, ISBN 978-8496553897, Seite 463 u. 464.
2. ↑  IUCN-Eintrag